# گوستاو ویگه لاند
گوستاو ویگه لاند، (به انگلیسی: Gustav Vigeland) در ۱۱ اوت ۱۸۶۹ در شهرکی در نروژ به نام ماندال به دنیا آمد و در ۱۲ مارس ۱۹۴۳ میلادی، در پایتخت نروژ، اسلو از دنیا رفت.
گوستاو ویگه لاند، سرشناس‌ترین مجسمه‌ساز در تاریخ هنر نروژ است.
در نیمه اول قرن بیستم (سال‌های ۱۹۰۰ به بعد) برجستگی وی، کاملاً بر فضای هنری نروژ غالب بود.
از گوستاو ویگه لاند، چند تندیس و مجسمهٔ نیم تنه از شخصیت‌های مشهور نروژی، مانند، هنریک ورگلاند، در کریستیان‌ساند و کاملیا کولت، در اسلو باقی مانده‌است. یادوارهٔ نیلس هنریک آبل، نوعی متفاوت از هنر ویگه لاند، است که در پارک کاخ اسلو از هنر وی برجای مانده‌است.

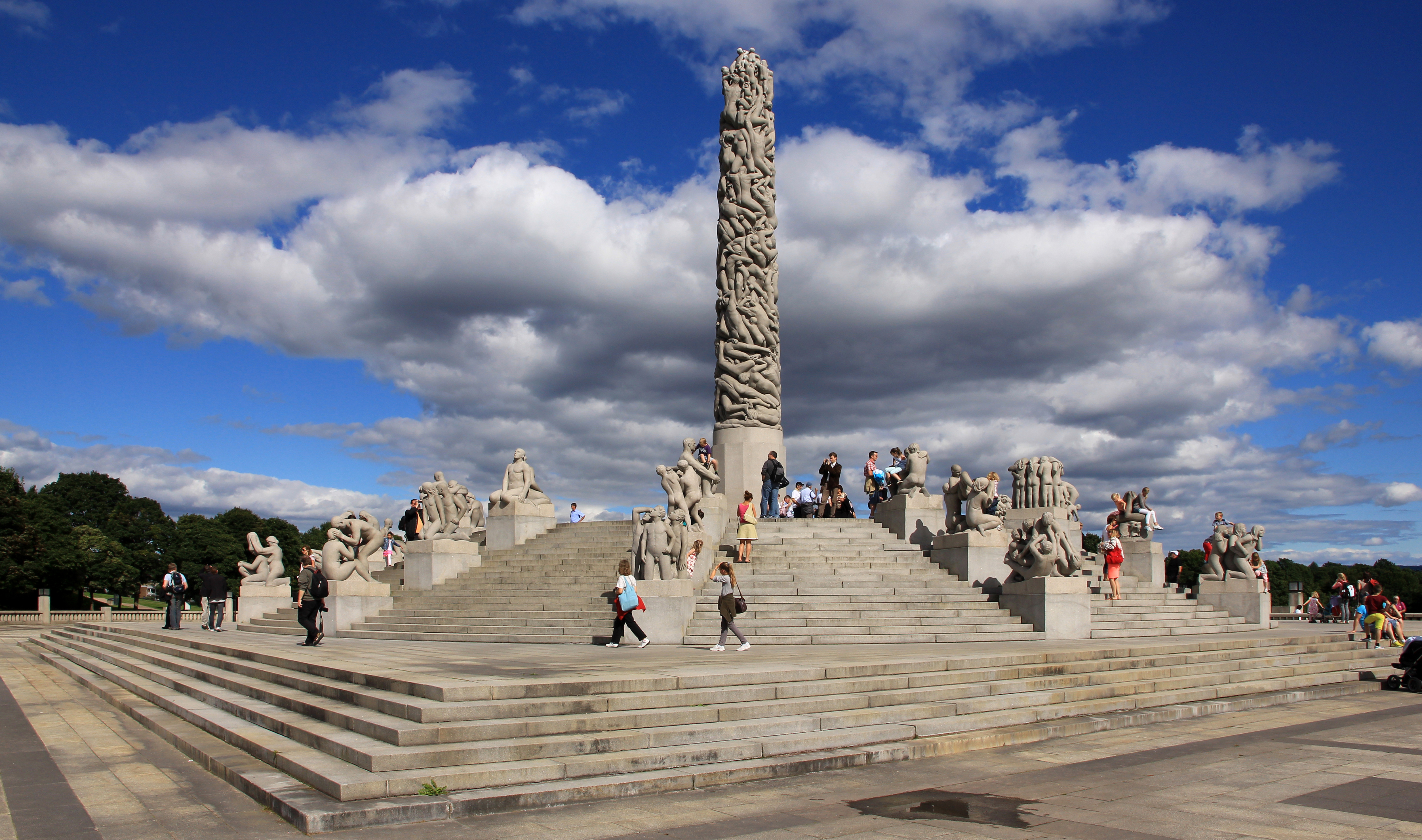
مونولیت، به معنی یکپارچه، شاهکار گوستاو ویگه لاند؛ و مهمترین جاذبهٔ گردشگری نروژ، بر بلندترین نقطه پارک چشم نمایی می‌کند.

## پارک ویگه لاند
با این حال، شاه کار اصلی گوستاو ویگه لاند، پارک ویگه لاند است؛ یعنی ۳۲ هکتار از پارک فروگنر، در اسلو، با تعداد زیادی مجسمه، که یک ستون سنگی که ۱۲۱ نمای انسانی بر آن تراشیده شده در بلندترین نقطه پارک، با ارتفاع تقریباً ۱۷ متر، اوج مادی و هنری آن است.
پارک ویگه لاند و این مجموعه هنری در فضای باز، جذاب‌ترین مرکز گردشگری نروژ است.
 در نزدیکی همین پارک، موزه ویگه لاند قرار دارد. جایی که گوستاو ویگه لاند، خانه و کارگاه هنری خود را داشت.

## پیشینه گوستاو ویگه لاند

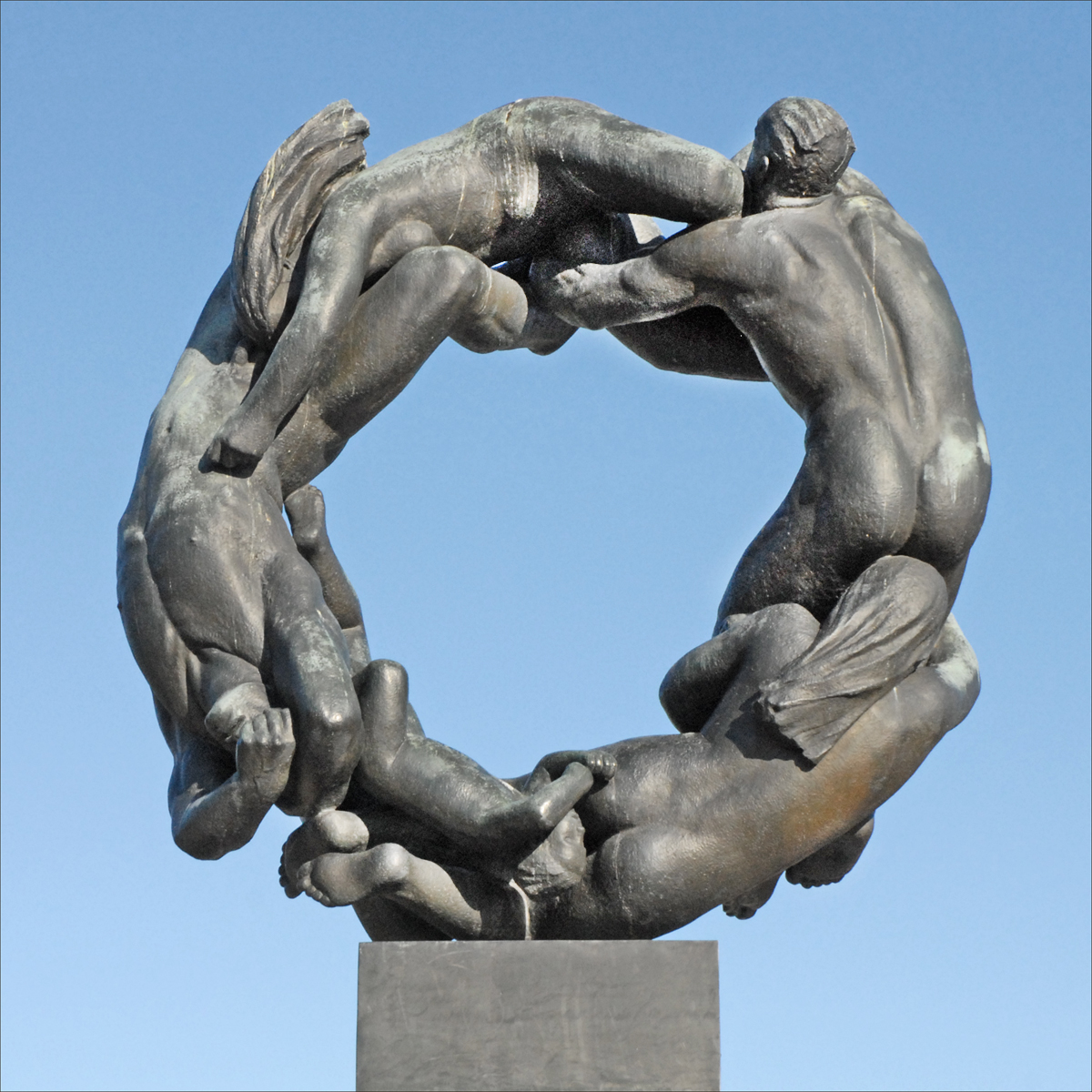
چرخ زندگی؛ ازجنس برنز. در سالهای ۱۹۳۳-۱۹۳۴طراحی شده و در سال ۱۹۴۹ ساخته شده است.

پدر گوستاو ویگه لاند( السیوس تورسن)، یک نجار بود.
گوستاو، از میان ۴ برادر فرزند دوم بود. به علاوه او برادر کوچک دیگری هم داشت که در همان کودکی از دنیا رفت.
پدر بزرگ گوستاو، از طرف مادری و بسیاری دیگر از اقوام مادری او  در منطقه ای دراطراف ماندال،  صاحب باغ و زمین بودند. نام خانوادگی تورسن، نیز براساس نام همین منطقه، به  ویگه لاند تبدیل شد. بسیاری در خانوادهٔ مادری  گوستاو ویگه لاند، در کنار کشاورزی، در اوغات فراغت و یا به عنوان کمک خرجی به نجاری می پرداختند.
اما پدر گوستاو تنها کسی از خانواده بود که به طور تمام وقت، شغل نجاری را به عنوان حرفهٔ اصلی، برای خود اختیار کرد و یک کارگاه نجاری و یک فروشگاه کالای چوبی در ماندال، برای خود ساخت.
در ابتدا پدر گوستاو ویگه لاند، از فعالین مذهبی بود اما بعدها به الکل معتاد شد و ضمن از دست دادن اموال و بدهکاری، از زن دیگری صاحب  یک فرزند نامشروع شد.
گوستاو از همان کودکی به نقاشی و کنده کاری روی چوب علاقه داشت. این علاقه باعث شد که پدر بزرگ او یعنی پدر مادرش، گوستاو را به نزد  ماهرترین  منبت کار منطقه ببرد تا آموزش یابد. گوستاو ویگه لاند، چند سالی را نیز در یک مدرسه متوسطه در ماندال تحصیل کرد اما احتمالاً تحت تأثیر مشکلات مالی پدرش  هرگز، موفق به پایان تحصیلات خود نشد.
در سال ۱۸۸۴ میلادی، پدرش به  کریستیانیا سفر کرد و گوستاو را نیز همراه خود برد و به یک استاد منبت کاری و نجاری سپرد. در آنجا  گوستاو ویگه لاند، به ابتکار خود شبها را به یک مدرسهٔ طراحی رفت. در این زمان او مرتب به موزهٔ مجسمه سازی سر می زد و تصمیم داشت روزی پیکرتراش شود.